# Latulambrus
Latulambrus is een geslacht van kreeftachtigen uit de klasse van de Malacostraca (hogere kreeftachtigen).

## Soort
- Latulambrus occidentalis (Dana, 1854)